# Toronaeus terebrans
Toronaeus terebrans là một loài bọ cánh cứng trong họ Cerambycidae.